# Postscriptum (album Pod Budą)
Postscriptum – drugi winylowy album grupy Pod Budą, który ukazał się w 1983.
Płyta ukazała się tuż po zakończeniu w Polsce stanu wojennego. Ze względu na zawarte w piosenkach komentarze na temat codzienności, fragmenty tekstów dwóch utworów zostały ocenzurowane. W utworze tytułowym „Nasze Postscriptum” pozostawiono w drugiej zwrotce fragment bez tekstu, natomiast w utworze „O la ri ja” zwisająca z latarni głową w dół wrona została zastąpiona słowikiem, gdyż pierwszy ptak kojarzył się ze skrótem Wojskowa Rada Ocalenia Narodowego. Płyta zawiera 11 utworów z muzyką Andrzeja Sikorowskiego i Jana Hnatowicza, do których słowa napisali Andrzej Sikorowski i Józef Baran. Nagrania zarejestrowano w studiu Zjednoczonych Przedsiębiorstw Rozrywkowych przy Teatrze STU w Krakowie we wrześniu 1982. Utwory pochodzące z płyty Postscriptum zostały wykorzystane przy realizacji recitalu telewizyjnego Grupy Pod Budą pod tytułem „W naszym ogrodzie” w reż. Stanisława Zajączkowskiego. Program zrealizowała w 1983 Redakcja Muzyki i Rozrywki TVP Kraków.
Winylowy album wydany został w 1983 przez wydawnictwo Wifon (LP 049). Reedycja kompaktowa z 2001 wydana przez Pomaton EMI zawiera cztery dodatkowe utwory nagrane dla Polskiego Radia.

## Muzycy
- Anna Treter – śpiew
- Jan Budziaszek – perkusja
- Jan Hnatowicz – gitary
- Paweł Ostafil – gitary, harmonijka ustna
- Andrzej Sikorowski – śpiew, gitara akustyczna, mandolina
- Andrzej Żurek – gitara basowa, chórki

gościnnie:
- Halina Jarczyk – skrzypce („Piosenka o ulicznym grajku”)
- Janusz Grzywacz – instrumenty klawiszowe
- Marek Stryszowski – saksofon altowy („Wiosenna piosenka o pani Teresce”)

W nagraniach bonusowych udział wzięli:
- Anna Treter – śpiew („Jesień w Krakowie”)
- Jan Budziaszek – perkusja
- Jan Hnatowicz – gitary („Jesień w Krakowie”)
- Grzegorz Schneider – perkusja
- Andrzej Sikorowski – śpiew, gitara akustyczna
- Marek Tomczyk – gitary („Panowie do stołu”, „Nad rzeką Styks”, „Pasjans 1990”)
- Andrzej Żurek – gitara basowa

## Lista utworów
Strona A
| 1. | „O la ri ja” (muz. J. Hnatowicz, sł. A. Sikorowski)                 | 2:52  |
|    |                                                                     |       |
| 2. | „Piosenka o kłótni porannej” (muz. J. Hnatowicz, sł. A. Sikorowski) | 4:16  |
|    |                                                                     |       |
| 3. | „Ballada o pociągach” (muz. J. Hnatowicz, sł. J. Baran)             | 2:40  |
|    |                                                                     |       |
| 4. | „Ciężkie czasy” (muz. i sł. A. Sikorowski)                          | 2:15  |
|    |                                                                     |       |
| 5. | „Piosenka o filiżance” (muz. J. Hnatowicz, sł. A. Sikorowski)       | 2:23  |
|    |                                                                     |       |
| 6. | „Piosenka o ulicznym grajku” (muz. J. Hnatowicz, sł. A. Sikorowski) | 4:44  |
|    |                                                                     |       |
|    |                                                                     | 19:10 |
|    |                                                                     |       |
Strona B
| 1. | „Ballada o wojnie i pokoju” (muz. J. Hnatowicz, sł. J. Baran)             | 3:35  |
|    |                                                                           |       |
| 2. | „Wiosenna piosenka o pani Teresce” (muz. J. Hnatowicz, sł. A. Sikorowski) | 3:10  |
|    |                                                                           |       |
| 3. | „Wizyta u malarki” (muz. i sł. A. Sikorowski)                             | 4:30  |
|    |                                                                           |       |
| 4. | „Nasze postscriptum” (muz. J. Hnatowicz, sł. A. Sikorowski)               | 3:32  |
|    |                                                                           |       |
| 5. | „Piosenka o naszym ogrodzie” (muz. i sł. A. Sikorowski)                   | 3:04  |
|    |                                                                           |       |
|    |                                                                           | 17:51 |
|    |                                                                           |       |
Utwory dodatkowe (tylko na reedycji CD):
| 1. | „Panowie do stołu” (muz. i sł. A. Sikorowski)  | 3:27  |
|    |                                                |       |
| 2. | „Nad rzeką Styks” (muz. i sł. A. Sikorowski)   | 4:11  |
|    |                                                |       |
| 3. | „Jesień w Krakowie” (muz. i sł. A. Sikorowski) | 2:55  |
|    |                                                |       |
| 4. | „Pasjans 1990” (muz. i sł. A. Sikorowski)      | 4:05  |
|    |                                                |       |
|    |                                                | 14:38 |
|    |                                                |       |

## Informacje uzupełniające
- Reżyser nagrania – Jacek Mastykarz
- Asystent reżysera – Włodzimierz Żywioł
- Kierownictwo produkcji – Iwona Thierry, Elżbieta Pobiedzińska
- Projekt graficzny okładki – Jacek Stokłosa
- Zdjęcia – Jacek Szmuc